# Kasey Keller
Kasey Keller (Olympia, 29 de novembre de 1969) és un futbolista estatunidenc ja retirat, que ocupava la posició de porter.

## Trajectòria
Comença a destacar a l'equip de la Universitat de Portland, amb qui arriba a les finals de la NCAA de 1988. L'any següent milita al Portland Timbers de la Western Soccer Alliance. Eixe mateix any és quart amb la selecció americana al Mundial Juvenil, on assoleix el Baló d'Argent per les seues actuacions.
Entra dins el combinat del seu país que acudeix al Mundial d'Itàlia de 1990. Fitxa llavors pel Millwall FC anglès, amb qui juga entre 1992 i 1996, tot sumant 202 partits. El 15 d'agost de 1996, després del descens del seu equip a la Second Division, marxa al Leicester City FC per 900.000 lliures.
En el seu primer any a Leicestar va ser peça clau en la bona marxa del club, que va culminar amb la victòria a la Copa de la Lliga de 1997. El 1999 marxa al Rayo Vallecano, de la primera divisió espanyola, on roman dues temporades.
L'estiu del 2001 retorna a Anglaterra, a les files del Tottenham Hotspur FC. Va ser titular amb els Spurs fins a la campanya 04/05, quan és substituït per Paul Robinson. Al novembre del 2004, és cedit al Southampton FC per un mes, i al gener del 2005, fitxa pel Borussia Mönchengladbach.
Al club alemany prompte es va fer amb la titularitat i les seues bones actuacions van evitar el descens de categoria. A la campanya 06/07 va ser triat pels seus companys com a capità del club, sent el segon estatunidenc, després de Claudio Reyna, en obtindre eixe càrrec en un conjunt alemany.
En el mes d'agost del 2007 retorna a la Premier League al fitxar pel Fulham FC. En principi era suplent d'Antti Niemi, però les lesions del finlandès li van retornar la titularitat. Però, l'americà també va patir una lesió que el va mantindre fora dels terrenys de joc fins al febrer de 2008. En finalitzar eixa campanya, retorna al seu país per militar al Seattle Sounders FC.
Ha estat nomenat Futbolista Estatunidenc de l'Any en tres ocasions: 1997, 1999 i 2005.

## Selecció
Des del seu debut el 4 de febrer de 1990, davant Colòmbia, Kasey Keller ha disputat 102 partits amb la selecció dels Estats Units. Ha disputat fins a quatre Mundials de Futbol: 1990, 1998, 2002 i 2006. Amb la selecció olímpica va participar en els Jocs de 1996.
A banda, ha estat present en diverses Copes d'Or de la CONCACAF: 1991, 2002, 2005 i 2007 (tot guanyant les tres darreres); i en dues Copa Amèrica, 1995 i 2007.